# Inferno in diretta
Inferno in diretta és una pel·lícula d'explotació s'aventura i thriller italiana de 1985 dirigida per Ruggero Deodato, coescrita per Dardano Sacchetti, i protagonitzada per Lisa Blount, Leonard Mann, Willie Aames, Richard Lynch, Michael Berryman, i Eriq La Salle al seu debut cinematogràfic.
La pel·lícula és la tercera part de la "Trilogia dels caníbals" de Deodato, precedida per Ultimo mondo cannibale (1977) i Holocaust caníbal (1980), i segueix un periodista atrapat en una guerra entre narcotraficants i un culte assassí a la selva Amazònia.

## Trama
El periodista Fran Hudson i el seu càmera Mark Ludman investiguen una guerra a les selves d'Amèrica del Sud entre els càrtels de la droga i l'exèrcit de culte del coronel Brian Horne, un veterà de la Guerra del Vietnam i antic soci de Jim Jones.

## Repartiment
- Lisa Blount com a Fran Hudson
- Leonard Mann com a Mark Ludman
- Willie Aames com a Tommy Allo
- Richard Lynch com el coronel Brian Horne
- Richard Bright com a Bob Allo
- Michael Berryman com a Quecho
- Eriq La Salle com a Fargas
- Valentina Forte com a Ana
- John Steiner com a Vlado
- Karen Black com a Karin
- Gabriele Tinti com a Manuel
- Barbara Magnolfi com a Rita
- Luca Barbareschi com a Bud
- Penny Brown com a Lucy
- Carlos de Carvalho com a Tony Martina

## Producció
Inferno in diretta va ser desenvolupat originalment com un projecte pel director Wes Craven amb el títol de treball Marimba. Inicialment l’anaven a protagonitzar Tim McIntire, Dirk Benedict, i Christopher Mitchum, amb un guió escrit per Craven, Dardano Sacchetti, i Luciano Vincenzoni.
El rodatge va tenir lloc a Veneçuela i Miami. Va ser una de les primeres pel·lícules italianes que es va rodar amb presa directe en lloc de MOS, ja que la majoria del repartiment era estatunidenc i tots els diàlegs es van interpretar en anglès.
La pel·lícula es va produir en dues versions separades, un tall "més suau" amb classificació R destinat al mercat estatunidencà i una versió "més dura" per a l'estrena en cinemes a Europa. El segon inclou escenes de matança addicionals i gràfiques i gore no present al primer. Es van gravar diverses seqüències clau dues vegades, una amb una presa "suau" i una segona vegada amb una presa "més dura".

## Estrena
La pel·lícula es va estrenar a Itàlia el 8 d'agost de 1985. Va ser estrenada als Estats Units per New World Pictures el 2 de maig de 1986.

### Vídeo casolà
Després d'haver estat absent al vídeo domèstic durant molts anys, la pel·lícula va ser llançada en Blu-ray per Code Red, amb una nova restauració de 2K tant dels talls amb classificació R com dels talls sense classificar.